# Wasserkraftwerk Töll
Das Wasserkraftwerk Töll (italienisch Centrale idroelelettrica di Tel) befindet sich im oberen Teil der Fraktion Forst in der Gemeinde Algund bei Meran. Es handelt sich um ein Laufkraftwerk, welches vom Wasser der Etsch gespeist wird. Das Wassereinzugsgebiet umfasst Teile der Ötztaler Alpen und der Ortlergruppe und beträgt insgesamt 1675 km². Das Kraftwerk steht seit 1987 unter Denkmalschutz.

## Wasserfassung
An der Töll am unteren Ende des Vinschgaus wird das Wasser der Etsch mit zwei 7 m breiten und 5,5 m hohen Schützen gestaut. Auf der orographisch rechten Seite wird es dann über einen offenen Kanal zum etwa 500 m langen Stollen im Marlinger Berg geleitet. Dieser endet in einer Entsandungskammer von welcher ein ausbetonierter Druckschacht zum Kraftwerk führt.

## Geschichte

### Geschichte bis 1995

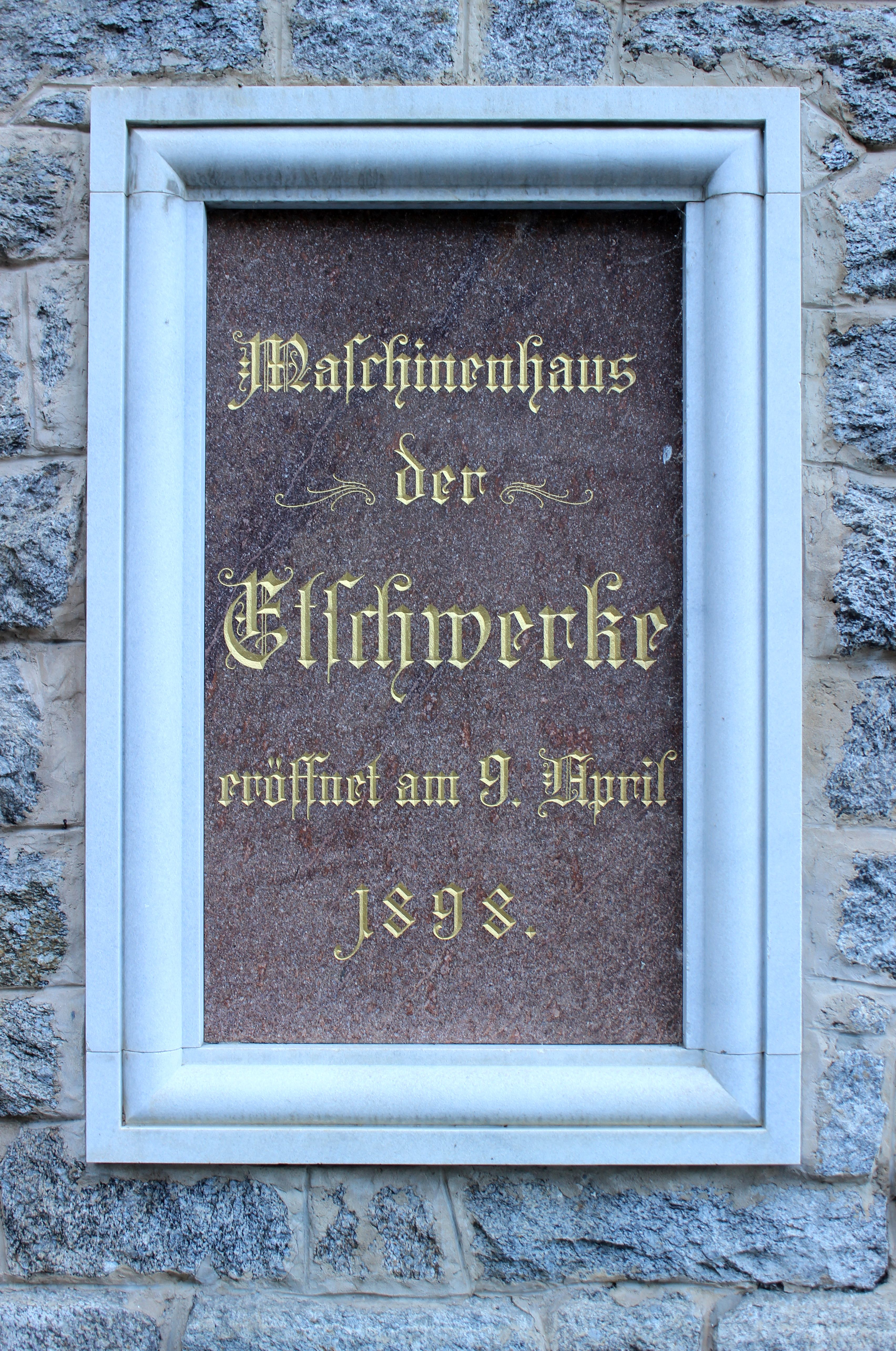
Gedenktafel am Maschinenhaus

Das Kraftwerk Töll ist das erste Großkraftwerk in Südtirol und eines der ersten in Europa. Es wurde in den Jahren 1896–1898 im Auftrag der Etschwerke, einer Gesellschaft der beiden Gemeinden Bozen und Meran, errichtet. Die Planung und Bauleitung hatte Oskar von Miller übernommen. Mit der Ausführung der Wasserbauten wurde eine Firma aus Mödling beauftragt, während die übrigen Bauten von dem Meraner Bauunternehmen Musch & Lun ausgeführt wurden. Den elektromechanischen Teil lieferte das Unternehmen Ganz & Cie. aus Budapest. Bei der Eröffnung verfügte das Kraftwerk über vier Girard-Turbinen mit je 0,74 MW (1000 PS), die wegen des sofort steigenden Bedarfs durch zwei weitere Turbine-Generator Gruppen ergänzt wurden.
Im Jahre 1904 wurde das Kraftwerk umgebaut und erweitert. Der Maschinensatz bestand danach aus vier Girard-Turbinen zu je 1,1 MW (1500 PS) und zwei Francis-Turbinen mit je 1,84 MW (2500 PS), sodass das Kraftwerk nun eine installierte Leistung von 8,1 MW erreichte. Zu diesem Zweck musste die Wasserableitung von ursprünglich 9 m³/s auf 15 m³/s erhöht werden.
Nach dem Ersten Weltkrieg wurde Südtirol an Italien angegliedert. Durch die verstärkt vorangetriebene Industrialisierung stieg der Bedarf an elektrischer Energie. Die in Sinich südlich von Meran neue errichtete Düngemittelfabrik Montecatini finanzierte in den Jahren 1924–1926 eine Verdoppelung des Kraftwerks Töll und sicherte sich im Gegenzug den durch die Erweiterung ermöglichten Produktionsanteil für 20 Jahre. Gleichzeitig errichtete die "Società Elettrica Alto Adige", eine Tochtergesellschaft der Montecatini, das Wasserkraftwerk Marling, welches das im Töllwerk abgearbeitete Wasser und den Höhenunterschied von 130 m bis zur Meraner Talsohle nutzte. Zu diesem Zweck mussten die Wasserfassung erneuert und die Zuleitungsstollen sowie die Leerlaufanlagen vergrößert werden.
Der Maschinensatz im Kraftwerk Töll bestand ab 1926 aus vier Francis-Turbinen der Fa. Riva aus Mailand zu je 4,7 MW. Die installierte Leistung betrug ungefähr 19 MW und die maximale ableitbare Wassermenge war durch den Bau einer zweiten Zuleitung auf 35 m³/s erhöht worden.
Das Kraftwerk überstand den Zweiten Weltkrieg schadlos. Ab der Mitte der 1950er Jahre errichteten die Etschwerke das Kraftwerk Naturns, das 1963 in Betrieb ging. Erst in den 1970er und 1980er Jahren wurden in mehreren Projektstudien mögliche Maßnahmen für eine Optimierung des Töllwerks untersucht. 1992 beschloss der Verwaltungsrat der Etschwerke eine Generalsanierung.

### Generalsanierung 1995–1997

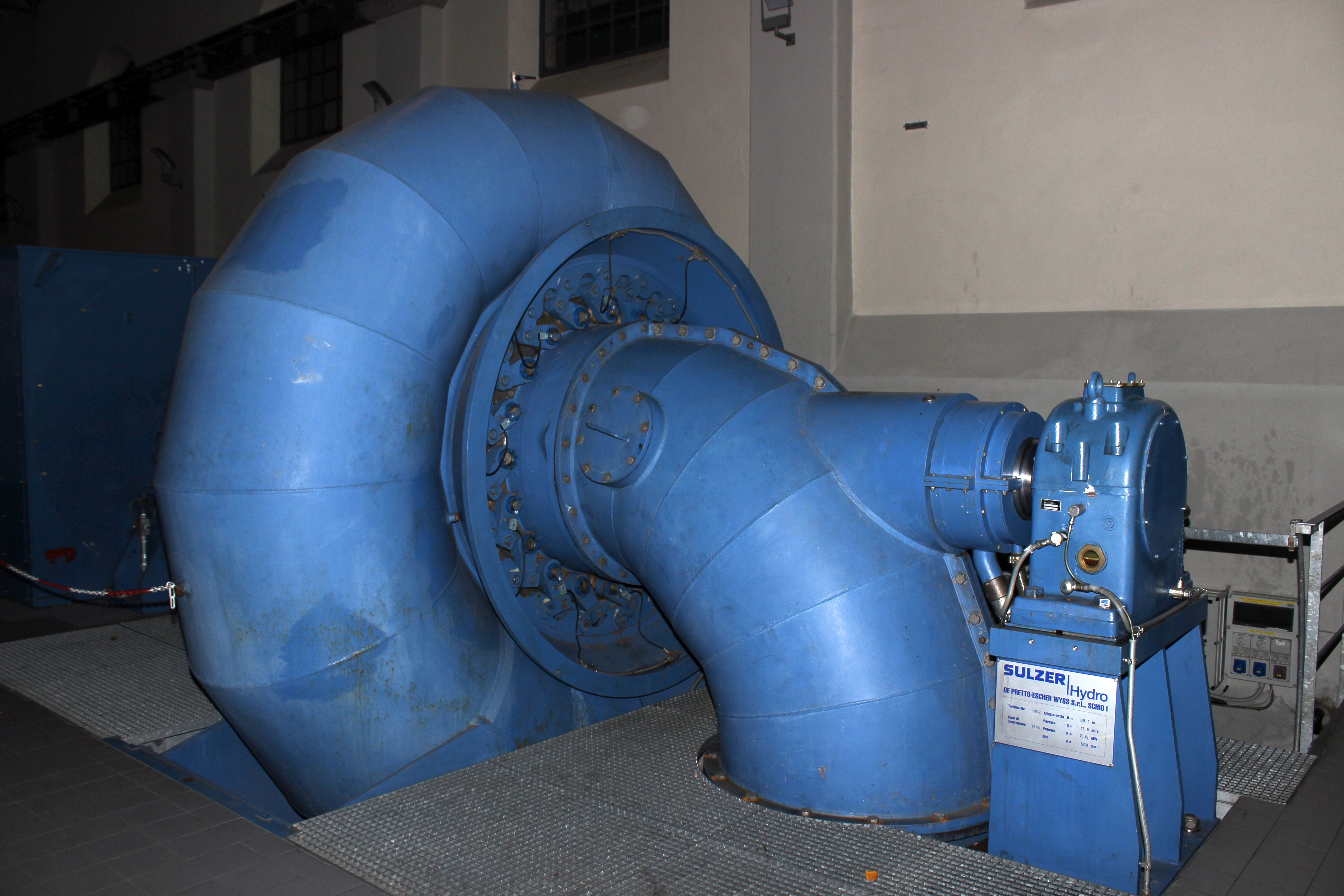
Eine der Francis-Turbinen im Töllwerk

Durch die Generalsanierung sollte einerseits die denkmalgeschützte Bausubstanz erhalten und aufgewertet werden und andererseits der Wirkungsgrad der Anlage erhöht und die größtmögliche Nutzung der verfügbaren Wassermenge sowie eine Automatisierung des Betriebs ermöglicht werden. Bei gleichbleibendem Maschinenkonzept wurden Turbinen und Generatoren zur Gänze ersetzt, die Ausbauwassermenge wurde auf 46 m³/s erhöht und die Anlage wurde automatisiert. Sie konnte in der Folge vom Kraftwerk Naturns aus ferngesteuert werden, das Personal wurde abgezogen.
Eine deutliche architektonische Verbesserung wurde durch die Entfernung des bei der Erweiterung von 1926 angefügten Verbindungstrakts zwischen Maschinenhaus und dem 1904 errichteten Zubau erzielt.
Folgende Firmen führten die Hauptaufträge aus:
- Turbinen und Absperrorgane     →             De Pretto Sulzer Hydro, Schio
- Generatoren                    →             ABB SAE Sadelmi, Mailand
- Bautechnische Arbeiten         →             Monti SpA, Auronzo di Cadore
- Automatisierung und elektrische Ausrüstung → Siemens/Casagrande, Mailand/Verona

### Übernahme durch Alperia
Im Jahr 2015 beschlossen die Gemeinden Bozen und Meran ihre Anteile an den Etschwerken in die neuzugründende Landesenergiegesellschaft Alperia einzubringen und erhielten dafür einen Anteil von je 21 % an der neuen Gesellschaft. Seit 2016 wird das Töllwerk von der Zentrale der Alperia in Kardaun aus gesteuert.

## Technik
Die Maschinenausrüstung besteht aus vier zweiflutigen Francis-Turbinen mit horizontaler Welle und einer installierten Leistung von 7,2 MW. Die vier Generatoren haben eine installierte Leistung von 10 MVA bei einer Generatorspannung von 10,5 kV. Die Erregermaschine ist im Generator integriert, die Gleichrichtung erfolgt über auf der Achse mit rotierenden Dioden. Je zwei Generatoren sind an einem Maschinentransformator der Umspannstation angeschlossen. Dort wird die Spannung auf 66 kV erhöht und ins Netz eingespeist.
Das abgearbeitete Wasser wird über eine Kanalbrücke zum Stollen geleitet, durch welchen es zum Einlassbecken oberhalb des Kraftwerks Marling fließt.